# Murdannia dimorphoides
Murdannia dimorphoides är en himmelsblomsväxtart som beskrevs av Robert Bruce Faden. Murdannia dimorphoides ingår i släktet Murdannia och familjen himmelsblomsväxter.
Artens utbredningsområde är Sri Lanka.

## Underarter
Arten delas in i följande underarter:
- M. d. dimorphoides
- M. d. perennis